# Ksar el-Kébir
Ksar el-Kébir (alternative stavninger Ksar-el-Kebir, Ksar El Kebir, arabisk al-Qasr al-Kabir, spansk Alcazarquivir) det var oprindeligt kendt som Kasr el Rif, er en by i Marokko, cirka 90 km syd for Tanger. Byen ligger i provinsen Larache som er en del af regionen Tanger-Tétouan. Der var 107.380 indbyggere ved folketællingen i 2004.
Ksar el-Kébir ligger i nærheden af hvor vejene mellem Fès, Rabat og Tanger, mødes, og er centrum for landbrugsdistriktet i den kunstvandede Loukkosdal. Her ligger en af de ældste moskeer i Marokko, bygget på ruinerne af en ældre kristen kirke.
Byen blev grundlagt i 700-tallet. Dens fæstning var i 1578 skueplads for et stort slag, det såkaldte "Trekongerslaget". Her faldt kong Sebastian 1. af Portugal da han deltog i et slag mellem to marokkanske fyrster. Byen var spansk mellem 1912 og 1956.

## Eksterne kilder og henvisninger
- Wikimedia Commons har flere filer relateret til Ksar el-Kébir

1. ↑  Recensement général de la population et de l'habitat de 2004 Arkiveret 1. maj 2015 hos  Wayback Machine, Haut-commissariat au Plan, Lavieeco.com, set 28 september 2012

- Om Ksar al-Kebir på Store norske leksikon, hentet 24. oktober 2010

35°0′N 5°54′V / 35.000°N 5.900°V